# Bembecia handiensis
Bembecia handiensis is een vlinder uit de familie wespvlinders (Sesiidae), onderfamilie Sesiinae.
Bembecia handiensis is voor het eerst wetenschappelijk beschreven door Rämisch in 1997. De soort komt voor in het Palearctisch gebied.